# Henri LaBorde
Henri Jean LaBorde (* 11. September 1909 in San Francisco, Kalifornien; † 16. September 1993 in Portland, Oregon) war ein US-amerikanischer Leichtathlet, der hauptsächlich im Diskuswurf antrat. 
Laborde studierte an der Stanford University und trat in den Leichtathletikwettbewerben der Olympischen Sommerspiele 1932 in Los Angeles für die Vereinigten Staaten im Diskuswurf an. Er warf eine Weite von 48,47 Metern und gewann damit die Silbermedaille. 